# Civilforsvar
Civilforsvar er det beredskab, det offentlige har til rådighed til beskyttelse af befolkningen i tilfælde af en krise eller katastrofe. Det blev oprindeligt oprettet med henblik på krigssituationer, men er siden blevet udstrakt til også at kunne bruges fx ved miljøkatastrofer.

## Danske forhold

### Oprettelse
Det danske civilforsvar er et barn af 2. verdenskrig. I 1938 besluttede regeringen at opbygge en beskyttelse af civilbefolkningen mod følgerne af eventuelt luftangreb. Statens Civile Luftværn var en humanitær og ikke-militær organisation. Luftværnet fik opstillet sirener til varsling af befolkningen i alle større byer, der blev bygget beskyttelsesrum og uddannet personel, der med brand- og redningsmateriel kunne indsættes mod krigsskader.
Det var en stor og vanskelig opgave, da man ikke havde erfaringer at bygge på. Efter 2. verdenskrigs udbrud i 1939 fik man dog oplysninger fra England og Tyskland om luftangreb på byer og virkningen på civilbefolkningen.
Der blev også beordret mørklægning af alt lys, der kunne ses fra luften og lavet planer for evakuering af befolkningen fra truede byområder.
Danmark blev forskånet for større krigsskader, men en del byer blev udsat for mindre angreb, blandt andre Aalborg da engelske fly angreb den tyske flyveplads vest for Nørresundby. Til assistance ved større angreb, blev der oprettet et antal mobile hjælpekolonner med værnepligtig personel – CBU-kolonner. En af disse blev stationeret i Nysted en anden i Vrå og Sindal.
Luftværnet totale styrke var i 1945 på ca. 250.000 personer. Efter 2. verdenskrigs ophør blev Luftværnet nedlagt, bortset fra CBU-kolonnerne, der blev omdøbt til Civilforsvarskorpset (CFKPS). Ved siden af CF-kolonnerne havde de større byer et kommunalt civilforsvar.
Efter krigen kunne unge mænd vælge at aftjene deres værnepligt i Civilforsvaret i stedet for almindelig militærtjeneste i forsvaret. Under den kolde krig blev civilforsvaret og -beredskabet blandt andet integreret som led i den kommunale planlægning. Der blev opbygget kommandocentraler, beskyttelsesrum, mobiliseringsstationer, kaserner og depoter med udrustning, hospitalsudstyr, køretøjer og brændstof.

### Den Kolde Krig
Civilforsvarets opgave var under den kolde krig at organisere:
- Et varslingssystem for luftalarm mv. ved brug at varslingssirener, højtalervogne, kirkeklokker og Danmarks Radio
- Sikringsrum og beskyttelsesrum i kældre og fritliggende bunkere
- En hjælpetjeneste (brandtjeneste, rednings- og rydningstjeneste, teknisk tjeneste, socialtjeneste mv.)
- Ambulancetjeneste, nødhospitaler og gravpladser
- Evakueringer under ledelse af Politiet samt forplejning og indkvartering i skoler og hos private mv.

Samtidig stod Civilforsvaret for oplysning og uddannelse af civilbefolkningen, bl.a. afholdelse af kurser i førstehjælp og brandslukning samt udsendelse af oplysningspjecer og vejledninger, hvoraf den mest kendte er Statsministeriets pjece ”Hvis krigen kommer” fra 1962.

### Det moderne beredskab
I 1992 fik Danmark en ny beredskabslov med virkning fra 1. januar 1993, der medførte, at civilforsvaret blev kraftigt skåret ned. Det kommunale civilforsvar blev sammenlagt med brandvæsenerne til det nuværende kommunale redningsberedskab. Statens Brandinspektion og Civilforsvarsstyrelsen blev sammenlagt i Beredskabsstyrelsen og CF-korpset blev til Beredskabskorpset, som igen efter få år blev integreret i Beredskabsstyrelsen.
De internationale bestemmelser om virket og brugen af symboler – særligt under krig – er beskrevet i Geneve-konventionen.